# Championnat de Suisse masculin de handball
Pour les articles homonymes, voir Ligue nationale A.
Le Championnat de Suisse masculin de handball ou Ligue nationale A ou SHL (Swiss Handball League), est le plus haut niveau des clubs masculins de handball en Suisse. Le Grasshopper Club Zurich est le club le plus titré avec 21 titres entre 1950 et 1991.

## Équipes du championnat
Les clubs du Championnat 2023/24 sont :
- Kadetten SchaffhouseT
- HC Kriens-Lucerne
- GC Amicitia Zurich
- BSV Berne
- Pfadi Winterthur
- TSV St. Otmar Saint-Gall
- HSC Suhr Aarau
- Wacker Thoune
- HSC Kreuzlingen
- CS Chênois GenèveP

## Palmarès
| Saison    | Champion                                                              | Vice-champion                                                         | Troisième                                                             |
| --------- | --------------------------------------------------------------------- | --------------------------------------------------------------------- | --------------------------------------------------------------------- |
| 1949-1950 | Grasshopper Club Zurich                                               | ?                                                                     | RTV 1879 Bâle                                                         |
| 1950-1951 | Grasshopper Club Zurich                                               | STV Rorschach                                                         | Kaufleute Bâle                                                        |
| 1951-1952 | Grasshopper Club Zurich                                               | TV Länggasse Berne                                                    | STV Rorschach                                                         |
| 1952-1953 | STV Rorschach                                                         | TV Länggasse Berne                                                    | Kaufleute Bâle                                                        |
| 1953-1954 | Grasshopper Club Zurich                                               | Kaufleute Bâle                                                        | STV Rorschach                                                         |
| 1954-1955 | Grasshopper Club Zurich                                               | TV Unterstrass Zurich                                                 | TV KleinBâle                                                          |
| 1955-1956 | Grasshopper Club Zurich                                               | LC Zurich                                                             | TV KleinBâle                                                          |
| 1956-1957 | Grasshopper Club Zurich                                               | TSV St. Otmar Saint-Gall                                              | LC Zurich                                                             |
| 1957-1958 | BTV Saint-Gall                                                        | Kaufleute Bâle                                                        | TSV St. Otmar Saint-Gall                                              |
| 1958-1959 | BTV Saint-Gall                                                        | Kaufleute Bâle                                                        | Pfadfinder ST Zurich                                                  |
| 1959-1960 | RTV 1879 Bâle                                                         | Grasshopper Club Zurich                                               | Kaufleute Bâle                                                        |
| 1960-1961 | BSV Berne                                                             | Kaufleute Bâle                                                        | RTV 1879 Bâle                                                         |
| 1961-1962 | Grasshopper Club Zurich                                               | TSV St. Otmar Saint-Gall                                              | RTV 1879 Bâle                                                         |
| 1962-1963 | Grasshopper Club Zurich                                               | TSV St. Otmar Saint-Gall                                              | BSV Berne                                                             |
| 1963-1964 | Grasshopper Club Zurich                                               | RTV 1879 Bâle                                                         | TSV St. Otmar Saint-Gall                                              |
| 1964-1965 | Grasshopper Club Zurich                                               | BSV Berne                                                             | ATV Bâle                                                              |
| 1965-1966 | Grasshopper Club Zurich                                               | BSV Berne                                                             | TSV St. Otmar Saint-Gall                                              |
| 1966-1967 | ATV Bâle                                                              | Grasshopper Club Zurich                                               | BSV Berne                                                             |
| 1967-1968 | Grasshopper Club Zurich                                               | RTV 1879 Bâle                                                         | ATV Bâle                                                              |
| 1968-1969 | Grasshopper Club Zurich                                               | BSV Berne                                                             | Fides Saint-Gall                                                      |
| 1969-1970 | Grasshopper Club Zurich                                               | STV Saint-Gall                                                        | BSV Berne                                                             |
| 1970-1971 | TSV St. Otmar Saint-Gall                                              | Grasshopper Club Zurich                                               | STV Saint-Gall                                                        |
| 1971-1972 | ATV Bâle                                                              | Pfadi Winterthur                                                      | TSV St. Otmar Saint-Gall                                              |
| 1972-1973 | TSV St. Otmar Saint-Gall                                              | BSV Berne                                                             | ZMC Amicitia Zurich                                                   |
| 1973-1974 | TSV St. Otmar Saint-Gall                                              | ZMC Amicitia Zurich                                                   | Grasshopper Club Zurich                                               |
| 1974-1975 | Grasshopper Club Zurich                                               | BSV Berne                                                             | TSV St. Otmar Saint-Gall                                              |
| 1975-1976 | Grasshopper Club Zurich                                               | TSV St. Otmar Saint-Gall                                              | TV Suhr                                                               |
| 1976-1977 | Grasshopper Club Zurich                                               | ZMC Amicitia Zurich                                                   | TSV St. Otmar Saint-Gall                                              |
| 1977-1978 | TV Zofingen                                                           | Grasshopper Club Zurich                                               | BSV Berne                                                             |
| 1978-1979 | Grasshopper Club Zurich                                               | BSV Berne                                                             | TV Zofingen                                                           |
| 1979-1980 | BSV Berne                                                             | Grasshopper Club Zurich                                               | TSV St. Otmar Saint-Gall                                              |
| 1980-1981 | TSV St. Otmar Saint-Gall                                              | BSV Berne                                                             | Pfadi Winterthur                                                      |
| 1981-1982 | TSV St. Otmar Saint-Gall                                              | BSV Berne                                                             | RTV 1879 Bâle                                                         |
| 1982-1983 | TV Zofingen                                                           | Grasshopper Club Zurich                                               | BSV Berne                                                             |
| 1983-1984 | RTV 1879 Bâle                                                         | TSV St. Otmar Saint-Gall                                              | TV Zofingen                                                           |
| 1984-1985 | BSV Berne                                                             | ZMC Amicitia Zurich                                                   | RTV 1879 Bâle                                                         |
| 1985-1986 | TSV St. Otmar Saint-Gall                                              | ZMC Amicitia Zurich                                                   | BSV Berne                                                             |
| 1986-1987 | ZMC Amicitia Zurich                                                   | BSV Berne                                                             | TSV St. Otmar Saint-Gall                                              |
| 1987-1988 | ZMC Amicitia Zurich                                                   | Pfadi Winterthur                                                      | TSV St. Otmar Saint-Gall                                              |
| 1988-1989 | ZMC Amicitia Zurich                                                   | Grasshopper Club Zurich                                               | BSV Berne                                                             |
| 1989-1990 | Grasshopper Club Zurich                                               | BSV Berne                                                             | ZMC Amicitia Zurich                                                   |
| 1990-1991 | Grasshopper Club Zurich                                               | RTV 1879 Bâle                                                         | BSV Borba Lucerne                                                     |
| 1991-1992 | Pfadi Winterthur                                                      | Grasshopper Club Zurich                                               | RTV 1879 Bâle                                                         |
| 1992-1993 | BSV Borba Lucerne                                                     | Pfadi Winterthur                                                      | Kadetten Schaffhouse                                                  |
| 1993-1994 | Pfadi Winterthur                                                      | BSV Borba Lucerne                                                     | Wacker Thoune                                                         |
| 1994-1995 | Pfadi Winterthur                                                      | BSV Borba Lucerne                                                     | Kadetten Schaffhouse                                                  |
| 1995-1996 | Pfadi Winterthur                                                      | ZMC Amicitia Zurich                                                   | Kadetten Schaffhouse                                                  |
| 1996-1997 | Pfadi Winterthur                                                      | TSV St. Otmar Saint-Gall                                              | ZMC Amicitia Zurich                                                   |
| 1997-1998 | Pfadi Winterthur                                                      | TV Suhr                                                               | Wacker Thoune                                                         |
| 1998-1999 | TV Suhr                                                               | TSV St. Otmar Saint-Gall                                              | Kadetten Schaffhouse                                                  |
| 1999-2000 | TV Suhr                                                               | Kadetten Schaffhouse                                                  | TSV St. Otmar Saint-Gall                                              |
| 2000-2001 | TSV St. Otmar Saint-Gall                                              | Pfadi Winterthur                                                      | Kadetten Schaffhouse                                                  |
| 2001-2002 | Pfadi Winterthur                                                      | Grasshopper Club Zurich                                               | TSV St. Otmar Saint-Gall                                              |
| 2002-2003 | Pfadi Winterthur                                                      | Wacker Thoune                                                         | Kadetten Schaffhouse                                                  |
| 2003-2004 | Pfadi Winterthur                                                      | Grasshopper Club Zurich                                               | Wacker Thoune                                                         |
| 2004-2005 | Kadetten Schaffhouse                                                  | Grasshopper Club Zurich                                               | Wacker Thoune                                                         |
| 2005-2006 | Kadetten Schaffhouse                                                  | Grasshopper Club Zurich                                               | Wacker Thoune                                                         |
| 2006-2007 | Kadetten Schaffhouse                                                  | Grasshopper Club Zurich                                               | Wacker Thoune                                                         |
| 2007-2008 | ZMC Amicitia Zurich                                                   | Kadetten Schaffhouse                                                  | TSV St. Otmar Saint-Gall                                              |
| 2008-2009 | ZMC Amicitia Zurich                                                   | Kadetten Schaffhouse                                                  | TSV St. Otmar Saint-Gall                                              |
| 2009-2010 | Kadetten Schaffhouse                                                  | ZMC Amicitia Zurich                                                   | BSV Berne                                                             |
| 2010-2011 | Kadetten Schaffhouse                                                  | Pfadi Winterthur                                                      | HC Kriens-Lucerne                                                     |
| 2011-2012 | Kadetten Schaffhouse                                                  | Wacker Thoune                                                         | Pfadi Winterthur                                                      |
| 2012-2013 | Wacker Thoune                                                         | Kadetten Schaffhouse                                                  | Pfadi Winterthur                                                      |
| 2013-2014 | Kadetten Schaffhouse                                                  | Pfadi Winterthur                                                      | HC Kriens-Lucerne                                                     |
| 2014-2015 | Kadetten Schaffhouse                                                  | TSV St. Otmar Saint-Gall                                              | Pfadi Winterthur                                                      |
| 2015-2016 | Kadetten Schaffhouse                                                  | Wacker Thoune                                                         | Pfadi Winterthur                                                      |
| 2016-2017 | Kadetten Schaffhouse                                                  | Pfadi Winterthur                                                      | HC Kriens-Lucerne                                                     |
| 2017-2018 | Wacker Thoune                                                         | Pfadi Winterthur                                                      | Kadetten Schaffhouse                                                  |
| 2018-2019 | Kadetten Schaffhouse                                                  | Pfadi Winterthur                                                      | BSV Berne                                                             |
| 2019-2020 | Annulé en raison de la pandémie de maladie à coronavirus de 2019-2020 | Annulé en raison de la pandémie de maladie à coronavirus de 2019-2020 | Annulé en raison de la pandémie de maladie à coronavirus de 2019-2020 |
| 2020-2021 | Pfadi Winterthur                                                      | Kadetten Schaffhouse                                                  | HC Kriens-Lucerne                                                     |
| 2021-2022 | Kadetten Schaffhouse                                                  | Pfadi Winterthur                                                      | Wacker Thoune                                                         |
| 2022-2023 | Kadetten Schaffhouse                                                  | HC Kriens-Lucerne                                                     | Pfadi Winterthur                                                      |
| 2023-2024 | Kadetten Schaffhouse                                                  | HC Kriens-Lucerne                                                     | GC Amicitia Zurich                                                    |
| 2024-2025 | en cours                                                              | en cours                                                              | en cours                                                              |

## Bilan
| Rang | Club                     | Titres | Saisons |
| ---- | ------------------------ | ------ | --- |
| 1    | Grasshopper Club Zurich* | 21     | 1950, 1951, 1952, 1954, 1955, 1956, 1957, 1962, 1963, 1964, 1965, 1966, 1968, 1969, 1970, 1975, 1976, 1977, 1979, 1990, 1991 |
| 2    | Kadetten Schaffhouse     | 14     | 2005, 2006, 2007, 2010, 2011, 2012, 2014, 2015, 2016, 2017, 2019, 2022, 2023, 2024                                           |
| 3    | Pfadi Winterthur         | 10     | 1992, 1994, 1995, 1996, 1997, 1998, 2002, 2003, 2004, 2021                                                                   |
| 4    | TSV St. Otmar Saint-Gall | 7      | 1971, 1973, 1974, 1981, 1982, 1986, 2001                                                                                     |
| 5    | ZMC Amicitia Zurich*     | 5      | 1987, 1988, 1989, 2008, 2009                                                                                                 |
| 6    | BSV Berne                | 3      | 1961, 1980, 1985 |
| 7    | BTV Saint-Gall           | 2      | 1958, 1959 |
| 7    | ATV Bâle                 | 2      | 1967, 1972 |
| 7    | TV Zofingen              | 2      | 1978, 1983 |
| 7    | RTV 1879 Bâle            | 2      | 1960, 1984 |
| 7    | TV Suhr                  | 2      | 1999, 2000 |
| 7    | Wacker Thoune            | 2      | 2013, 2018 |
| 13   | STV Rorschach            | 1      | 1953 |
| 13   | BSV Borba Lucerne        | 1      | 1993 |

* Le Grasshopper Club Zurich et le ZMC Amicitia Zurich ont fusionné en 2010 sous le nom de GC Amicitia Zurich, soit un total de 26 titres de champion de Suisse